# Llista de literatura lèsbica
La literatura lèsbica inclou obres tant d'autores d'orientació sexual lèsbica com també històries en el contingut de les quals es troben situacions lèsbiques, realitzades per autores heterosexuals.
Les autores lesbianes que no tracten la temàtica lèsbica en les seues obres són també considerades part d'aquest grup literari. Cas contrari són aquelles obres d'escriptores heterosexuals que solament tracten el tema del lesbianisme en un segon pla dins de la història; aquestes no es consideren prou importants per a incloure-les en aquesta categoria.
Les obres fonamentals de la literatura lèsbica es troben en la poesia de Safo. La producció contemporània d'aquest tòpic se centra al voltant de menudes editorials exclusivament de tall lèsbic, com també cercles d'afeccionats en línia. Alguns treballs s'han establit com a elements d'importància històrica i artística a través dels anys. Algunes vegades, aquest tipus de material és difícil d'identificar atès que si les petites editorials especialitzades no editen les obres, la majoria acaba en l'anonimat a causa de la poca promoció de temes de tall lèsbic per les grans editorials.

## Ficció lèsbica

### Drames clàssics
- La Garçonne (The Bachelor Girl) – Victor Margueritte – (1922)
- The Well of Loneliness – Radclyffe Hall – (1928) – objecte d'un judici per obscenitat que va desterrar el llibre al Regne Unit fins al 1949,[1] though "there are no descriptions of sex in it, no rude words, and the lesbian lovers do not live happily ever after."[2]
- Ladies Almanack – Djuna Barnes – (1928)
- Orlando: A Biography – Virginia Woolf – (1928)
- The Autobiography of Alice B. Toklas – Gertrude Stein – (1933) – un dels treballs més accessibles de Stein. Altres, amb contingut lèsbic que a ull no pot ser evident per al lector no informat, inclouen As a Wife Has a Cow: A Love Story, Lifting Belly, i Miss Furr and Miss Skeene.
- The Children's Hour – Lillian Hellman – (1934)
- Nightwood – Djuna Barnes – (1936)
- Torchlight to Valhalla – Gale Wilhelm – (1938)
- Spring Fire – Marijane Meaker (com Vin Packer) (1952)
- The Price of Salt – Patricia Highsmith (com Clare Morgan) – (1952)
- Odd Girl Out, I Am a Woman, Women in the Shadows, Journey to a Woman, and Beebo Brinker a.k.a. the "Beebo Brinker Chronicles" – Ann Bannon (1957–1962)
- The Group (novel·la) – Mary McCarthy (1962)
- The Killing of Sister George – Frank Marcus – (1963)
- Desert of the Heart – Jane Rule – (1964) (base pel film de 1985 Desert Hearts)
- Patience and Sarah – Isabel Miller (1969)
- A Compass Error – Sybille Bedford (1968)
- La passió segons Renée Vivien, Maria-Mercè Marçal (1994)